# Ceteris paribus
Ceteris paribus è una locuzione latina che, tradotta letteralmente, significa "a parità di tutte le altre circostanze".

## Utilizzo
La frase è d'uso frequente nei paragoni, quando si vuol stabilire una base comune di uguaglianza fra due oggetti, e far risaltare il punto di divergenza, oppure nelle leggi e nei contratti per fissare le condizioni. Si trova anche nei Promessi Sposi al cap. XXVII e nel capitolo terzo de Il capitale.
In italiano colto, la traduzione è «a parità delle altre condizioni» a significare «se le altre condizioni permangono uguali» o «se le altre condizioni non mutano». Un esempio di utilizzo è "Ceteris paribus la riunione è fissata per il 20 novembre alle ore 10".